# Frédérique-Henriette d'Anhalt-Bernbourg
Frédérique-Henriette d'Anhalt-Bernbourg (24 janvier 1702–4 avril 1723), est née à Bernbourg, Principauté d'Anhalt-Bernbourg, et est la quatrième fille et la plus jeune enfant de Charles-Frédéric d'Anhalt-Bernbourg (1668-1721) et de sa première épouse Sophie-Albertine de Solms-Sonnenwalde (1672-1708).
À Bernbourg le 11 décembre 1721, elle a épousé Léopold d'Anhalt-Köthen et ils ont eu une fille:
1. Gisèle-Agnès d'Anhalt-Köthen (Köthen, 21 septembre 1722 - Dessau, le 20 avril 1751), mariée le 25 mai 1737 à Léopold II d'Anhalt-Dessau.

Contrairement à son mari, Frédérique-Henriette n'avait aucun intérêt pour la musique. En outre, Léopold avait à contribuer de plus en plus à la politique militaire de la Prusse, le laissant avec moins d'argent pour la musique. La conséquence de tout ceci a été le départ de Johann Sebastian Bach à Leipzig,, pour lequel Bach a blâmé Frédérique-Henriette.
Elle a souffert de "faiblesse pulmonaire", et est morte à Köthen âgée de 21 ans et y fut enterrée à Saint-Jakob, Köthen.